# Skyers 5
Skyers 5 (jap.: スカイヤーズ５) ist eine japanische Manga-Serie, die von Takeshi Ishibashi geschrieben und von Noboru Kawasaki gezeichnet wurde. Die Mangaserie wurde von 1966 bis 1968 veröffentlicht, 1967 wurde sie von Tele-Cartoon Japan als Anime-Serie adaptiert. Die Serie ist ein frühes Beispiel für Animeserien mit einem Heldenteam, wie es später mit anderen Serien populär wurde.

## Inhalt
Die Skyers 5 sind eine geheime Polizeieinheit, die das internationale Verbrechen bekämpft. Zu ihnen gehört Shotaro, der von einem sterbenden Mann ein Dokument erhalten hat und so Ziel der Organisation Ghost geworden ist. Diese tötete seine Mutter und Schwester, wonach Shotaro Mitglied der Skyers wurde. Neben ihm gehören dem Team die Agenten Captain, Polka, Yuri und Samson an. In ihrer Hauptbasis überwachen sie die Kriminellen und haben allerlei modernste Erfindungen zu ihrer Verfügung. So ein raumschiffähnliches Fahrzeug und verschiedene Waffen. Das Fahrzeug hat eine Pistole und spezielle Pokerdecks, womit sie ihre Feinde töten oder entwaffnen. Die Skyers 5 kämpfen gegen die Organisation Ghost, die die Welt mit allen Mitteln erobern wollen.

## Veröffentlichung
Die Mangaserie wurde von 1966 bis 1968 im Magazin Shōnen Book von Shūeisha veröffentlicht.

## Animeserie
Eine Adaption als Anime entstand beim Studio Tele-Cartoon Japan unter der Regie von Seiji Sasaki und Haruyuki Kawajima. Die Drehbücher schrieben Norimasa Mayumi und Kenji Nakano. Die künstlerische Leitung lag bei Minori Izumitani und Tadashi Igarashi, für das Charakterdesign war Noboru Kawasaki verantwortlich. Die Musik der Serie komponierten Ichiro Tsukasa und Sanpei Akasaka.
Die 25 Minuten langen Folgen wurden ab dem 4. Oktober 1967 von Tokyo Broadcasting System in Japan ausgestrahlt. Die letzte der zunächst 12 Episoden wurde am 27. Dezember 1967 gezeigt. Eine zweite Staffel, nun in Farbe, mit 26 Folgen wurde vom 7. Oktober 1971 bis zum 30. März 1972 beim gleichen Sender ausgestrahlt. Es erschien zudem eine spanische, portugiesische und koreanische Fassung.

### Synchronisation
| Rolle            | japanischer Sprecher (Seiyū) |
| ---------------- | ---------------------------- |
| Captain          | Kyōsuke Maki                 |
| Polka            | Setsuo Kawai                 |
| Yuri             | Yōko Kuri                    |
| Samson           | Takuzō Kamiyama              |
| Ghost            | Masaoki Takato               |
| Shotaro Hayabusa | Shūsei Nakamura              |

## Bedeutung
Die Anime-Verfilmung war die erste erfolgreiche Umsetzung des Helden-Team-Schemas in einem Anime. Das Schema mit einer gemeinsam kämpfenden Heldengruppe war zuvor nur bei Realfilmserien erfolgreich. Nach Sykers standen Helden-Teams im Zentrum mehrerer sehr erfolgreicher Serien, insbesondere Gatchaman. Auch die in Sykers erprobte Zusammenstellung des Teams blieb in nachfolgenden Serien erhalten: (Haupt-)Held, Außenseiter, Hüne, Clown und „das Mädchen“.